# 盗犯等ノ防止及処分ニ関スル法律
盗犯等ノ防止及処分ニ関スル法律（とうはんとうのぼうしおよびしょぶんにかんするほうりつ、昭和5年法律第9号）は、盗犯に対する正当防衛の特例および兇器を携帯した常習窃盗犯の刑期の下限に関する法律で、刑法に対する特別法である。盗犯等防止法と略す。
1930年（昭和5年）5月22日に公布された。

## 内容
- （第1条）盗犯（窃盗または強盗）に対する正当防衛をより広く認めるための規定である。
  - 次の防衛行為を実行する際に、自他の生命、身体または貞操に対する現在の危険があり、それを排除するために盗犯犯人を殺傷した場合も、正当防衛として罪に問わないとするものである。
  - 現場において、盗犯を防止もしくは制圧し、盗犯の現行犯人から盗んだ物を奪い返し[注釈 1]、凶器を携行しもしくは「門戸牆壁（もんこしょうへき）等を踰越損壊（ゆえつそんかい）し又は鎖鑰（さやく）を開き」して、「人の住居又は人の看守する邸宅、建造物若は艦船に侵入」する者を阻止し、または住居侵入罪もしくは不退去罪を犯している者を排除しようとする際。
  - また、上掲の防衛行為に出た場合において、自他の生命、身体または貞操に対する現在の危険がなく、または危険を排除するために必要でなかったとしても、恐怖、驚愕、興奮または狼狽などに陥って盗犯犯人を殺傷した場合にはやはり罪に問わないとするものである。
- （第2条）凶器携行、複数人での犯行、「門戸牆壁等を踰越損壊し又は鎖鑰を開き人の住居又は人の看守する邸宅、建造物若は艦船に侵入」または夜間におけるこれらへの侵入と言った、悪質な窃盗または強盗（これらの未遂犯を含む）を常習として行った場合の加重罰則の規定である。「常習」については裁判官の判断（および判例）による。窃盗の場合は3年以上、強盗の場合は7年以上の有期拘禁刑に刑が加重される。
- （第3条）窃盗または強盗犯人（未遂犯を含む）につき、当該犯罪行為の以前10年間に3回以上、窃盗または強盗の罪（他の犯罪との併合罪を含む）を犯しよって6月以上の拘禁刑を執行された（恩赦その他により執行が免除された場合を含む）者について、必要的に刑を加重すべき事を定めている。第2条と同様の刑となる。
- （第4条）強盗致傷罪、強盗・不同意性交等罪の常習犯への加重罰則の規定である。刑が無期または10年以上の拘禁刑に加重される。

## 通説・判例
- 盗犯等の防止及び処分に関する法律に規定する正当防衛とは、当該防衛行為が形式的に規定上の要件を満たすだけでなく、現在の危険を排除する手段として相当性を有するものであることが必要である。（最二決平成6年6月30日、平成6(し)71））
盗犯等の防止及び処分に関する法律1条1項の規定は、刑法36条1項の正当防衛の相当性の要件を緩和する規定であるが、これは無制限に緩和する趣旨ではない。以下判示